# Stéphane Bertola
Stéphane Eric Bertola, född 18 januari 1961 i Cayenne, Franska Guyana, är en fransk skådespelare.
Han spelar huvudrollen i den svenska filmen Mousse från 2012 med manus och regi av John Hellberg.

## Utmärkelser
I oktober 2013 nominerades Stéphane Bertola till "Best Actor" på Maverick movieawards  (New York, USA).
I april och juni 2014 tilldelades han priser på internationella filmfestivaler i Toronto (Kanada): "Best Actor" på ReelHeART IFF; "Best Overall Performance" (Publikens Pris) på WILDsound Toronto FF. 
I maj 2016 nominerades han till "Best Actor" på Bucharest ShortCut CineFest (Rumänien) samt till en Rossy Award som "Best Actor Short Film (Ensemble Cast)" på Roswell FF (New Mexico, USA).
I juli och augusti 2016 tog han emot priser på internationella filmfestivaler i USA: "Best Actor" på The GO West Fest (Oakhurst, Kalifornien); "Best Lead in a Short Film" på Marietta IFF (Atlanta, Georgia). 
I april, september och oktober 2017 vann han priser på internationella filmfestivaler i Europa: "Miglior attore" ("Best Actor") på Coral Coast Nuovo Festival (Italien); "Best Actor" på Symi IFF (Grekland); och i Sydamerika: "Winner Best Actor in a Feature Film" på Overcome FF (Brasilien), "Best Actor" på Veracruz SFF (Mexiko).
I december 2017 nominerades han till "GFA Outstanding Actor" på US Hollywood Int'l Golden Film Award (Kalifornien).
I november 2018 prisades han på en internationell filmfestival i Santa Cruz de la Sierra (Bolivia): "Best Actor" på  SIFW - Sierra International Film Weekend.
I oktober 2019 tilldelades Stéphane Bertola ett pris på en internationell filmfestival i Potenza (Italien): "Miglior Attore" ("Best Actor") på VI edizione dei Corti (e) Senza Fissa Dimora.

## Filmografi
- 2005 – Graven (TV-serie)
- 2006 – Di Leva's Free Life
- 2008 – The Life of Death
- 2012 – Mousse
- 2012 – Between Ropes